# 心の夜明け L'Aube de mon cœur
『心の夜明け L'Aube de mon cœur』（こころのよあけ ローブ・ドゥ・モン・クール）は、中山美穂の2作目のイメージビデオ。1988年12月21日にキングレコードからリリースされた（K78V-46）。

## 解説
フランスで撮影された、ドラマ仕立てのオリジナル・ストーリー・ビデオ。台詞は全て英語による。
中山のオリジナルの使用曲は、アルバム『angel hearts』から3曲と、シングル「Witches」のカップリング曲が選曲されている。
2003年に発売された『Miho Nakayama Complete DVD BOX』に収録されている。

## 収録曲
1. Sweetest Lover
2. Too Fast, Too Close
3. 誓いを破って
4. Try Or Cry
5. 街角
6. 誘惑